# 1999 في إيران
فيما يلي قوائم الأحداث التي وقعت خلال عام 1999 في إيران.

## أفلام
من الأفلام التي صدرت هذه السنة في إيران:
- 1 يناير – أطفال السماء من إخراج مجيد مجيدي.
- 1 يناير – التفاحة من إخراج سميرة مخملباف.
- 1 يناير – لون الفردوس من إخراج مجيد مجيدي.

## مواليد

### فبراير
- 4 فبراير – محمد سلطاني مهر لاعب كرة قدم إيراني.

## وفيات

### أبريل
- 10 أبريل – علي صياد شيرازي (مواليد 1944) عسكري إيراني.
- 29 أبريل – ذبيح الله صفا (مواليد 1911) أديب إيراني، مختص بالدراسات الإيرانية.

### أغسطس
- 6 أغسطس – غلام علي رعدي آذرخشي (مواليد 1909) شاعر وحقوقي وأكاديمي إيراني.

### سبتمبر
- 15 سبتمبر – عبد الحسين زرين كوب (مواليد 1923) كاتب إيراني.

### أكتوبر
- 5 أكتوبر – يعقوب علي شورورزي (مواليد 1923) مصارع هاوي إيراني.